# Музей-заповедник С. В. Рахманинова
Музей-заповедник С. В. Рахманинова «Ивановка» — музей композитора С. В. Рахманинова, расположенный в деревне Ивановка Уваровского района Тамбовской области, принадлежавшей его родственникам Сатиным. С июня 1890 по апрель 1917 года он почти каждый год жил и работал в этом имении.
К 1922 году все строения Ивановки были уничтожены во время Революции и Гражданской войны.
В настоящее время Музей-заповедник С. В. Рахманинова «Ивановка» является крупнейшим мировым центром сохранения и трансляции российского культурного наследия, связанного с жизнью и творчеством великого русского композитора, пианиста и дирижёра Сергея Васильевича Рахманинова. Значительный период жизни композитора, с 1890 по 1917 год, был связан с усадьбой. Здесь зарождались и получали первоначальное воплощение многие творческие замыслы С. В. Рахманинова. В настоящее время в Ивановке проходят научные конференции, музыкальные фестивали, конкурсы, концерты, музыкальные и театральные ассамблеи.

## О музее
Воссоздание Ивановки началось с постановления бюро Тамбовского областного комитета КПСС и облисполкома № 550 от 29 июля 1968 года. «Об увековечении памяти С. В. Рахманинова». Этому постановлению предшествовало большая организационная работа, проведенная общественностью Тамбовской области. Особый интерес к Ивановке вызвали публикации Д. В. Калашникова на страницах газеты «Тамбовская правда». Д. В. Калашников был автором книги «Школьникам о С. В. Рахманинове», буклета «Рахманиновские места Тамбовского края». В своих публикациях Д. В. Калашников поднял вопрос воссоздания Ивановки. 26 мая 1968 года в здании ивановского сельского клуба коллектив Тамбовского областного музея, под руководством Л. Н. Ростиславской, создает комнату-музей С. В. Рахманинова. Руководителем общественного музея стала преподаватель местной музыкальной школы Л. А. Тимашевич. В Ивановке стали проводиться ежегодные Дни музыки С. В. Рахманинова.
В 1971 году в Воронеже выходит сборник материалов и документов «С. В. Рахманинов в Ивановке». Составитель сборника и автор предисловия Н. Н. Емельянова. В этом же году был заложен фундамент флигеля (проект архитектора В. М. Белоусова).
В 1973 году, к столетию со дня рождения С. В. Рахманинова, Тамбовский областной музей, при поддержке ГЦММК им. М. И. Глинки, обновил экспозицию общественного музея. В августе 1978 года в Ивановке был создан Дом-музей С. В. Рахманинова, на правах филиала Тамбовского областного музея. Первым директором музея стал Александр Иванович Ермаков, возглавлявший музей более 40 лет, до своей смерти 14 апреля 2022 года.
18 июня 1982 года Дом-музей С. В. Рахманинова в Ивановке был торжественно открыт. В этот же день в Ивановке был открыт скульптурный портрет С. В. Рахманинова (скульптор К. Я. Малофеев, архитектор А. С. Куликов).
С 1982 года в Ивановке ежегодно проходят Международные музыкальные фестивали им. С. В. Рахманинова. В 1987 году Дом-музей С. В. Рахманинова был преобразован в Музей-усадьбу С. В. Рахманинова.
В 1993 году на территории усадьбы был воссоздан гараж. В 1994 году — кладовая. В 1995 году при поддержке и помощи Ю. П. Рахманинова и АО «ТРАНСИНЖСТРОЙ» был воссоздан усадебный дом Ивановки, открытие которого состоялось 25 сентября.
В 1985 году в мае проводится Сиреневый Фестиваль.
С 1986 года проводится музыкальный фестиваль «Музыкальное лето в Ивановке».
С 1989 года проводится фестиваль «Джаз в Ивановке».
С 1990 года проводится фестиваль «Звездное лето в Ивановке». С 1991 года проводятся творческие: фортепианные, вокальные, скрипичные, театральные ассамблеи; проводится фестиваль «Сиреневая ночь в Ивановке».
С 1993 года — начало работы первой научной конференции «С. В. Рахманинов и мировая музыкальная культура». Открыта сцена Зелёного театра.
С 1998 года заложена традиция проведения фольклорных праздников: «Картошкины именины», «День варенья», «Праздник блина», «Широкая масленица», «Троицын день», «Святое крещение», «Новогодние и Рождественские праздники».
В 2003 году состоялся первый концерт Н. Л. Луганского. Воссозданы беседки в усадьбе, издается альманах «Ивановка», издан диск «Играет С. В. Рахманинов».
В 2006 году состоялся первый конкурс исполнителей русской народной песни им. С. В. Рахманинова.
В 2008 году — первый конкурс пианистов памяти Ю. П. Рахманинова. Воссозданы качели, создан кабинет-музей Ю. П. Рахманинова.
В 2010 году — первый фестиваль вокального искусства имени И. К. Архиповой. Первый конкурс фортепианных ансамблей имени В. В. Рахманинова. Вступление музея в ассоциацию музыкальных музеев России.
В 2011 году — фольклорные праздники «День рождения капусты», «Самоварные забавы и потехи». Воссоздан садовый домик.
В 2012 году — открытие экспозиций Саши Сатина и Марины Шаталиной. Воссоздан розарий, дворовая изба.
В 2018 году музей-усадьба «Ивановка» заняла четвёртое место в народном конкурсе «Мой любимый музей», организованном при поддержке Министерства культуры РФ.
16 апреля 2022 года на территории музея-заповедника С. В. Рахманинова был похоронен его директор, Александр Иванович Ермаков.

## В воспоминаниях
С. А. Сатина, двоюродная сестра композитора писала:
К нашей усадьбе примыкала небольшая, около 100 дворов, деревня Ивановка. Вокруг нас простирались бесконечные поля, сливавшиеся на горизонте с небом. Вдали, на западе, виднелась колокольня нашей приходской церкви, находящейся в пяти верстах от Ивановки. На севере — чья-то ветряная мельница, на восток — ничего кроме полей, а на юг — наш осиновый лес. На протяжении многих верст вокруг Ивановки эти осины и наш сад около дома, были единственными деревьями среди полей, и поэтому этот осинник являлся убежищем для зайцев, лисиц, и даже забегавших иногда откуда-то волков, в особенности же для птиц, вивших там свои гнёзда и наполнявших воздух щебетом и пением.